# 砂拉越河
砂拉越河  是一条流经马来西亚砂拉越州古晋省的主要河流，长120公里。它是砂拉越西南部居民的水源。每年的砂拉越帆船赛也在砂拉越河举行。
砂拉越州元首的官邸（阿斯塔纳皇宫），砂拉越新州立法议会大厦和玛格丽城堡也坐落在砂拉越河北部。